# 교토시야쿠쇼마에역
교토시야쿠쇼마에역(일본어: 京都市役所前駅)은 일본 교토부 교토시 나카교구에 있는 교토 시영 지하철 도자이 선의 역이다. 역 번호는 T12이다.
가와라마치오이케 교차로 직하부에 위치하고 있으며, 로쿠지조역까지 노선이 연장된 시기 전후로 역명판에는 "가와라마치오이케"라고 부기역명이 표기되었다.

## 역 구조
섬식 승강장 1면 2선의 지하역으로 스크림도어가 완비되어 있다. 개찰구는 1개소만 있고 제스트 오이케의 동단부와 접한다.
도자이 선 역은 역마다 정거장 색깔이 제정되어 있으며, 본 역의 스테이션 컬러는 ■진홍색이다.

### 승강장
| 1 | 도자이 선 | 가라스마오이케・우즈마사텐진가와 방면       |
| 2 | 도자이 선 | 미사사기・야마시나・로쿠지조・하마오쓰 방면 |

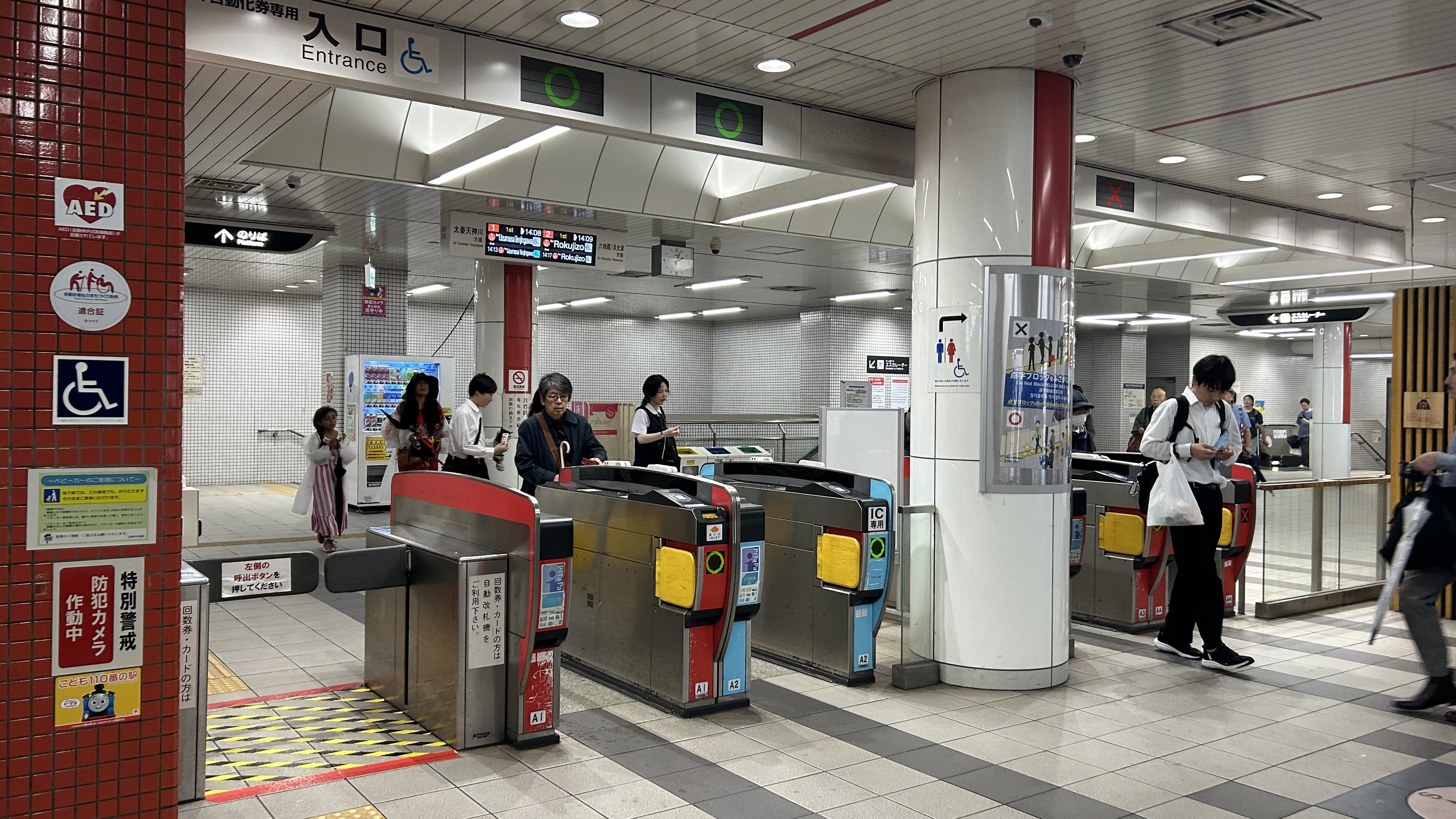
개찰구

## 역 주변
- 혼노지
- 시마즈 창업 기념 자료관
- 다카세 강
- 교토 시청
- 교토 시 소방서
- 교토 시 오이케 지하 주차장
- 제스트 오이케
- 교토 호텔 오쿠라
- 교토 로열 호텔
- 데라마치도리 상점가

## 역사
- 1997년 10월 12일: 교토 시영 지하철 도자이 선의 다이고 ~ 니조 역간 개통과 동시에 영업 개시. 이와 동시에 역과 일체적으로 건설된 지하상가 "제스트 오이케" 공영의 대규모 지하 주차장도 개업함.
- 2007년 4월 1일: IC카드 "PiTaPa"의 사용 개시.